# Wolfgang Heinrich Johannes Fuchs
Wolfgang Heinrich Johannes Fuchs (Munique, 19 de maio de 1915 — 24 de fevereiro de 1997) foi um matemático alemão.
Especialista em análise complexa, sua principal área de pesquisa foi a teoria de Nevanlinna.
Ph.D. em 1941 pela Universidade de Cambridge, orientado por Albert Ingham. Foi professor da Universidade Cornell em 1950, onde permaneceu até o fim de sua carreira.